# Sân vận động Iwagin
Sân vận động Iwagin (いわぎんスタジアム) là một sân vận động bóng đá nằm ở Morioka, Iwate, Nhật Bản. Nơi đây là sân nhà của câu lạc bộ bóng đá Grulla Morioka.

## Thư viện ảnh

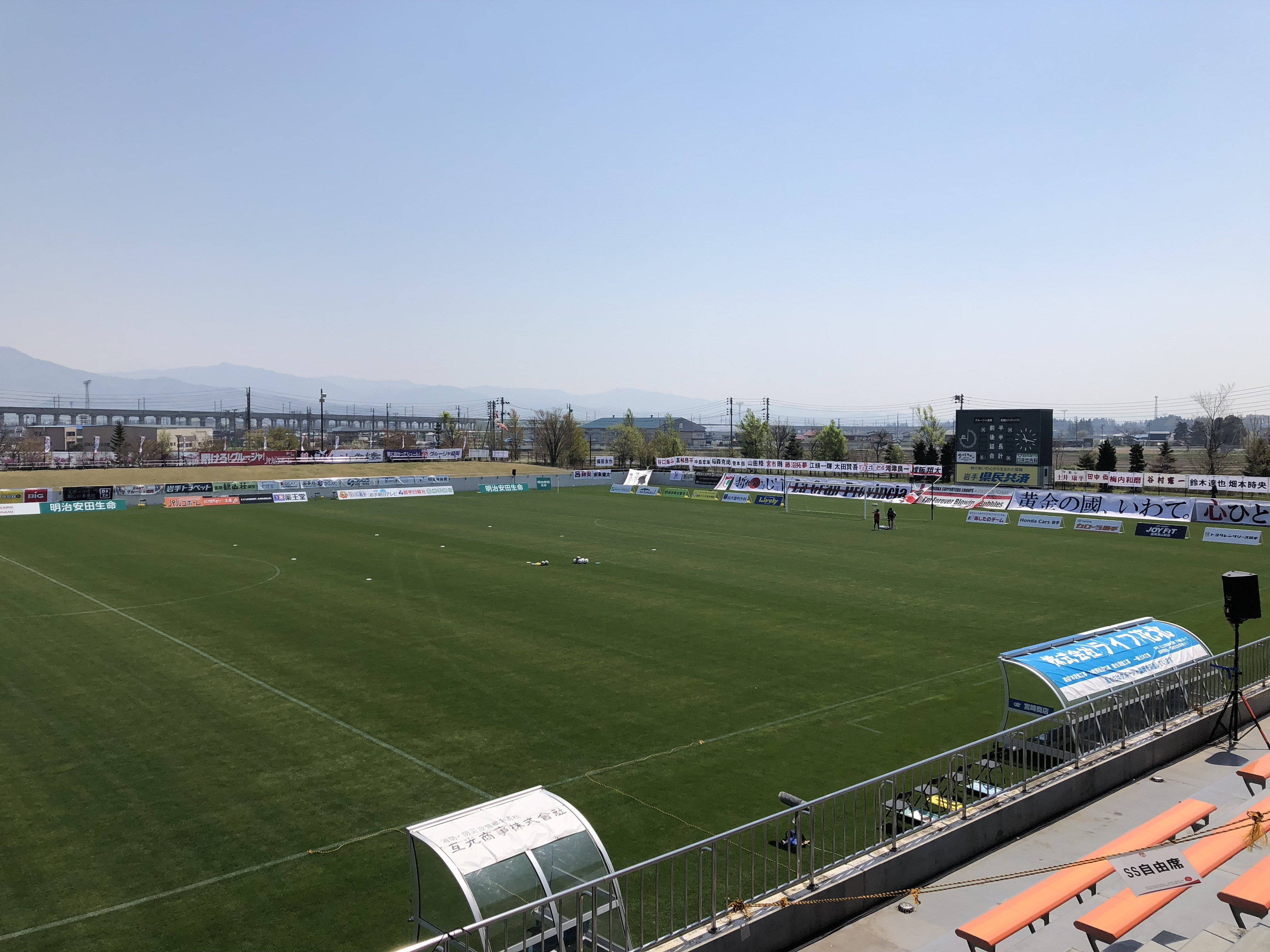
Sân nhìn từ khán đài chính
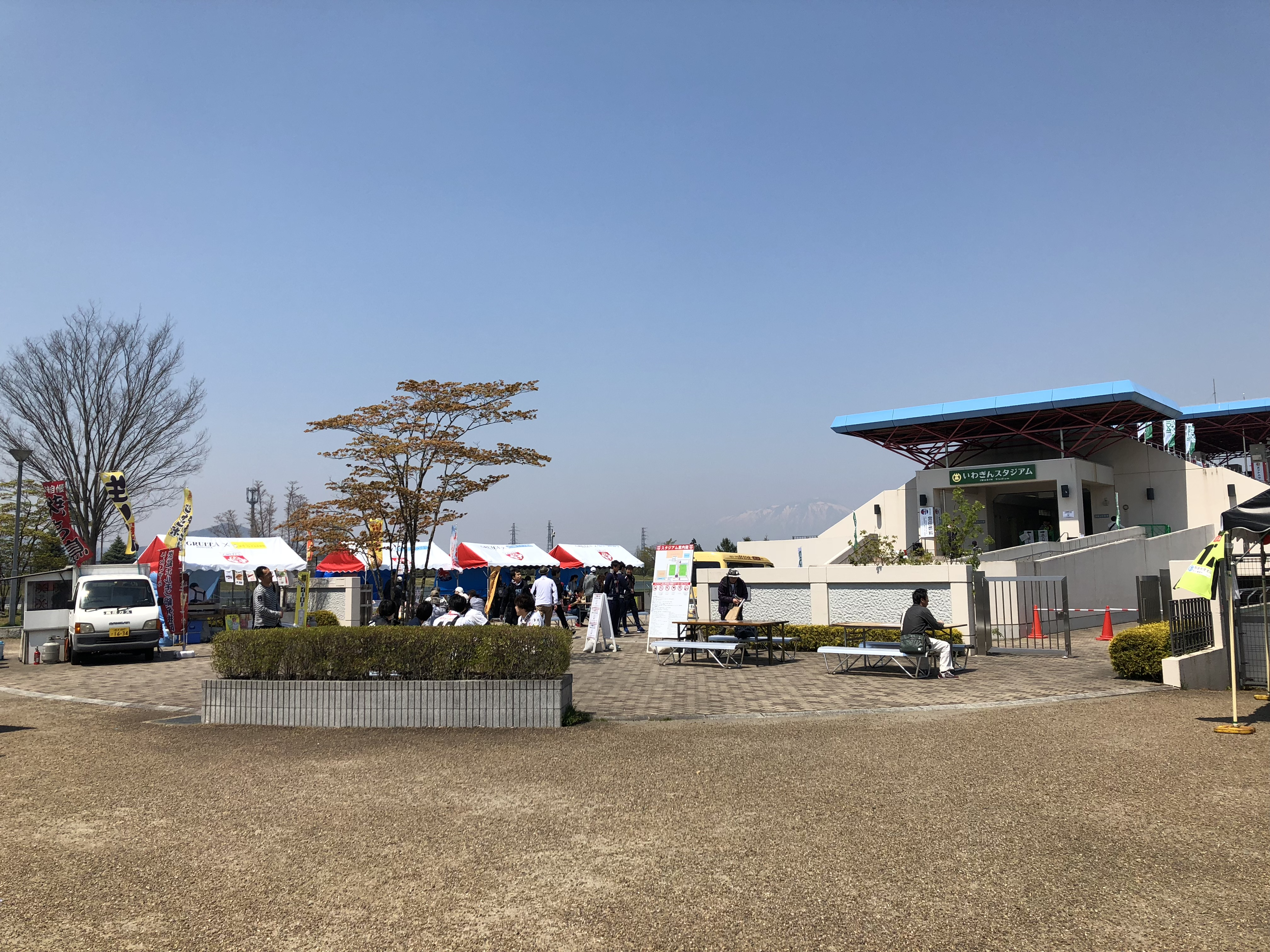
Lối ra phía nam